# Real Monarchs
Real Monarchs é um clube de futebol dos Estados Unidos, sediado em Salt Lake City, no estado de Utah. O clube é uma subdivisão do Real Salt Lake. Disputa a segunda divisão americana e manda seus jogos no Rio Tinto Stadium. Em 2019 venceu a USL